# Alfred Schreiber
Alfred Schreiber (11 de Novembro de 1923 – 26 de Novembro de 1944) foi um piloto alemão da Luftwaffe durante a Segunda Guerra Mundial. Abateu 5 aeronaves inimigas, o que fez dele um ás da aviação. Foi a primeira pessoa da história da aviação a abater uma aeronave inimiga pilotando um avião a jacto, o Messerschmitt Me 262.